# HMS Vindictive (1918)
HMS Vindictive — Корабль Его Величества «Виндиктив» (англ. Vindictive — «Мстительный») — военный корабль Королевского флота Великобритании. Первоначально заложен как тяжёлый крейсер (типа «Хокинс») под именем «Кавендиш», но в ходе постройки достроен как авианосец. В 1918 году, за несколько недель до конца Первой мировой войны, был переименован в «Виндиктив». В составе Гранд-флита активной службы не нёс. На следующий год участвовал в британской кампании на Балтике против Советской России. Самолёты авианосца летом 1919 года запускались с его борта, а позже и с наземных аэродромов, и совершили множество вылетов, нанеся удары по советской военно-морской базе Кронштадт и ведя воздушную разведку. К концу года корабль вернулся домой и на несколько лет был помещён в резерв, его лётные палубы были демонтированы и он был преобразован обратно в крейсер. Однако на крейсере остались ангар для самолётов и авиационная катапульта, с которыми он и проходил испытания. В 1926 году корабль был отправлен на Китайскую станцию и вернулся в метрополию в следующем году. В 1928 году корабль был снова помещён в резерв.
В 1936—1937 годах с корабля было снято вооружение, и он был преобразован в учебное судно. К началу Второй мировой войны корабль был преобразован в плавучую мастерскую. В этой роли он перевозил войска в начале 1940 года в ходе Норвежской кампании. Затем он был отправлен в Южную Атлантику, где обслуживал британские корабли, действующие в этом регионе. В конце 1942 года отправлен в Средиземное море, также с целью обслуживания кораблей. В 1944 году «Виндиктив» отправился в Англию и у берегов Нормандии был повреждён германской торпедой, это произошло после высадки Союзников во Франции. После войны корабль был переведён в резерв и в 1946 году продан на металлолом.

## Конструкция

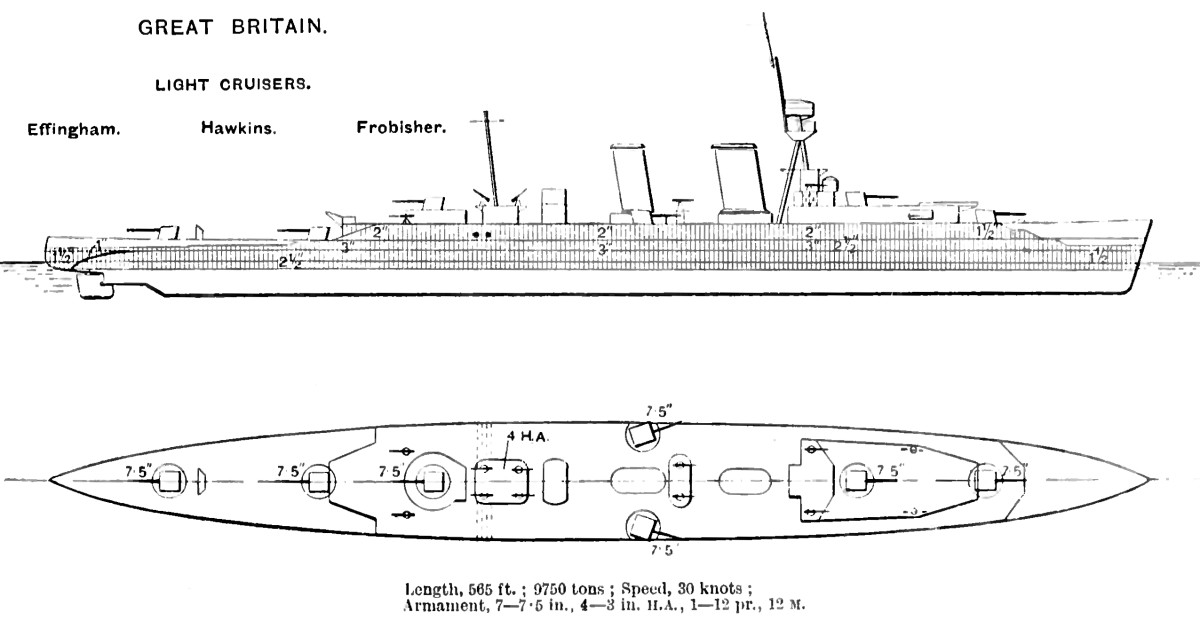
Схема бронирования и размещения артиллерии крейсеров типа «Хокинс».

Крейсера типа «Хокинс» были предназначены для охоты на вражеских рейдеров, действовавших на британских коммуникациях. Для такой охоты требовались большие корабли, способные к длительным автономным походам вдали от баз поддержки и способные развивать высокую скорость, чтобы догонять рейдеры. Конструкция требовала высокий надводный борт, чтобы поддерживать скорость при плохой погоде. Главный строитель флота сэр Юстас Теннисон д’Эйнкорт предложил установить угольные и нефтяные котлы, чтобы повысить независимость судна от снабжения. В 1915 году были заказаны 4 корабля, названные в честь моряков елизаветинской эпохи. Пятый и последний корабль типа был заказан в апреле 1916 года и был назван в честь Томаса Кавендиша, авантюриста, совершившего кругосветное путешествие. К этому времени угроза со стороны германских крейсеров и рейдеров исчезла, так что строительство подвигалось медленно..
Крейсера имели длину в 605 футов (184,4 метра), ширину в 65 футов (19,8 м) и среднюю осадку в 19 футов 3 дюйма (5,6 м) при полной загрузке. Водоизмещение крейсера составляло 9750 длинных тонн. Экипаж состоял из 37 офицеров и 772 нижних чинов.
На кораблях были установлены по четыре паровых турбины с редуктором системы Парсонса, каждая турбина приводила в действие один гребной винт. Расчётная мощность турбин составляла 60 тыс. лошадиных сил (45 тыс. кВт), что позволяло кораблям развивать скорость в 30 узлов (56 км/ч). Пар для турбин вырабатывали 12 трёхколлекторных паровых котлов системы Ярроу, восемь из них работали на нефти, четыре — на угле. Запасы топлива: 800 длинных тонн угля и 1600 длинных тонн нефти, благодаря чему дальность плавания составляла 5400 морских миль (10 тыс. км) на скорости в 14 узлов (26 км/ч).
Артиллерию главного калибра крейсеров типа «Хокинс» составляли семь 7,5-дюймовых (190 мм) орудийных установок с глубокими щитами, размещённых по стандартной схеме: пять орудий устанавливались вдоль диаметральной плоскости корабля, два — побортно. Орудия были обозначены номерами от 1 до 7, от носа к корме. Орудийные установки монтировались на центральноштыревых станках (англ. central pivot). На максимальном угле возвышения орудия — 30° — дальность стрельбы 200-фунтовым (91 кг) снарядом составляла 19 307 м.
Вторичное вооружение крейсера состояло из десяти скорострельных 3-дюймовых орудий весом в 20 хандредвейт. Шесть из них находились на низкоугольных установках и были предназначены против торпедных катеров. Остальные четыре были расположены на высокоугольных установках для противовоздушной защиты. Крейсер также располагал двумя подводными торпедными аппаратами с каждого борта и четырьмя неподвижными надводными торпедными аппаратами, по двое с каждого борта, рассчитанные на 21-дюймовые (533-мм) торпеды.
Крейсера типа «Хокинс» были защищены бронёй максимальной толщиной в 4 дюйма над корабельными пороховыми погребами, минимальная толщина составляла 1,5 дюйма (38 мм). Броня состояла из двух слоёв высокопрочной стали различной толщины, покрывавших большую часть бортов корабля. Палубы были прикрыты бронёй, с максимальной толщиной в 1-1,5 дюйма (25-38 мм) в районе машинного отделения, котельной и рулевых механизмов. Боевая рубка и её труба связи были защищены только крупповской цементированной бронёй толщиной в 3 и 2 дюйма (51 мм) соответственно.

## История службы

### Перестройка в авианосец
В январе 1917 года Комитет адмиралтейства пересмотрел требования к авианосцам и решил оснастить два корабля палубами для взлёта и посадочной палубой на корме. Первоначальный приказ был отменён в апреле 1917 ввиду недостатка строительных объектов, поэтому адмиралтейство в июне 1917 года решило переделать уже строившийся «Кавендиш». Были демонтированы 7,5-дюймовое орудие № 2, два 3-дюймовых орудия и боевая рубка. Передняя надстройка была перестроена в ангар размером 23,8 на 14,9 м вместимостью в шесть самолётов-разведчиков. Крыша ангара с небольшим расширением образовала 32 метровую взлётную палубу. Самолёты поднимались двумя мачтовыми кранами на палубу через люк в кормовой части взлётной палубы. Монтаж посадочной палубы габаритами 58,8 на 17 метров потребовал демонтажа 7,5-дюймовых орудий № 5 и № 6 и перемещение четырёх 3-дюймовых зенитных орудий на возвышенную платформу между трубами (вместо 3-дюймовых орудий, которых собирались установить на этом месте). Между посадочной и взлётными палубами был установлен мостик шириной в 2,4 м что позволяло перекатить самолёт со сложенными крыльями с одной палубы на другую. На переднем краю посадочной палубы был установлен защитный барьер. Чтобы повысить остойчивость корабля после добавления такого большого веса, верхняя часть противоторпедного выступа была увеличена.
Несмотря на то, что корабль получился большего веса по сравнению с его проектным водоизмещением, модификации сделали корабль легче, чем его однотипные корабли, с лёгким водоизмещением в 9344 длинных тонны (9494 т) и метацентрической высотой 3,59 фута (1,1 м). Корабль прошёл испытания 21 сентября 1918 года, достигнув скорости в 29,12 узлов (53,93 км/ч) и мощности на валу в 63,3 тыс. лошадиных сил (47,4 кВт).

### Строительство
«Кавендиш» был заложен на верфи Harland & Wolff в Белфасте 26 июня 1916 года и спущен на воду 17 января 1918 года. В июне он был переименован в «Виндиктив», став пятым кораблём с этим именем в Королевском флоте, унаследовав это имя от старого бронепалубного крейсера, отличившегося в ходе рейда на Зебрюгге в апреле 1918 года и затопленного как блокшив в Остенде в мае 1918 года. 1 октября корабль вступил в строй и 18 октября, после непродолжительных тренировок экипажа, вошёл в состав Авиационной эскадры Гран-флита (англ. Flying Squadron), всего за несколько недель до подписания Компьенского перемирия 11 ноября 1918 года. Весь остаток года корабль проходил лётные испытания и учения, включая вылеты самолётов-разведчиков Порт-Виктория Грэйн-гриффин (англ. Port Victoria Grain Griffin), два из них были потеряны в результате аварий. Единственную посадку на корабль 1 ноября совершил самолёт Sopwith Pup (последний действующий самолёт флота) пилотируемый Уильямом Уэйкфильдом. Ранее эксперименты проводились на более крупном авианосце «Фьюриес» с похожей надстройкой и трубами, и показали, что ввиду турбулентности, образующейся ввиду конструкции корабля, успешные посадки на высокой скорости практически невозможны. Уэйкфильд минимизировал проблему, заходя на посадку под углом, когда корабль медленно двигался.

### Авианосец
2 июля 1919 года «Виндиктив» был отправлен на Балтику для участия в британской кампании на Балтике в поддержку Белого движения и недавно получивших независимость стран Прибалтики. На его борту было 12 самолётов различных моделей: истребители Griffins, Sopwith 2F.1 Ship Camel, Sopwith 1½ Strutter и бомбардировщики Short Type 184. 6 июля корабль, двигаясь на скорости, сел на мель близ Ревеля. Прилив в Балтике был слабый и чтобы сняться с мели пришлось слить за борт всё топливо, большую часть боезапаса. Также были выгружены 2220 тонн припасов, но корабль не получилось сдвинуть даже совместными усилиями лёгких крейсеров «Даная» и «Клеопатра» и трёх буксиров. Через восемь дней подул западный ветер и поднял уровень воды примерно на 200 мм, что позволило вытащить корабль с мели. Британцы также не знали, что вся операция по спасению корабля проходила на минном поле.
14 июля корабль выгрузил всю свою авиационную группу (под командованием майора Грэхема Дональда) в финском порту Койвисто. Местный аэродром всё ещё строился, но британцы смогли совершить разведывательный вылет к советской военно-морской базе Кронштадт. Тем временем, «Виндиктив» ушёл в Копенгаген, чтобы погрузить на борт самолёты и запасные части, оставленные для него авианосцем «Аргус». Через четыре дня контр-адмирал Уолтер Кован отдал приказ группе Дональда нанести ночной удар по Кронштадту. Поскольку аэродром был всё ещё не достроен, взлётно-посадочная палуба «Виндиктива» была увеличена до 36 метров, чтобы улучшить работу бомбардировщиков, оснащённых 51-кг бомбами. Краснофлотцы вели интенсивный зенитный огонь и британские самолёты остались на высоте слишком большой для успешного поражения целей, хотя пилоты Дональда сообщили о двух попаданиях в плавучую базу подлодок «Память Азова». На самом деле одна бомба угодила в нефтяной танкер «Татьяна», вызвав пожар, при этом один человек погиб. В тот же день на Балтику прибыли восемь торпедных катеров (Coastal Motor Boat) и «Виндиктив» стал их плавучей базой.
Авиация «Виндиктива» продолжила поддерживать британские действия против Советской России, хотя с самого авианосца больше не было вылетов. Самолётам удалось сбить гелиевый наблюдательный аэростат противника. Также авиационные экипажи вели наблюдение за кораблями, проводившими береговые обстрелы. В ночь с 17 на 18 августа 1919 года девять самолётов нанесли удар по Кронштадту, чтобы отвлечь противника от рейда торпедных катеров на корабли в бухте Кронштадта. В результате торпедные катера повредили линкор «Андрей Первозванный» и потопили плавучую базу подлодок «Память Азова». В последующих атаках на Кронштадт, они едва не поразили «Андрей Первозванный», стоявший на ремонте в сухом доке, и минный заградитель. Один из членов экипажа погиб, были повреждены два вспомогательных корабля. К декабрю стало ясно, что наступление белых на Петроград провалилось, и британцы стали покидать этот театр военных действий. «Виндиктив» оставил три самолёта Camel в Латвии, погрузил на борт оставшиеся самолёты и 22 декабря отплыл домой.
24 декабря корабль был отправлен в резерв и встал на ремонт на верфи в Портсмуте, были устранены повреждения, полученные при посадке на мель. Стоимость ремонта составила 200 тыс. фунтов. Идея о превращении «Фьюриеса» и «Виндиктива» в «крейсера-авианосцы» была сочтена нерабочей ввиду турбулентности, возникавшей из-за наличия надстроек, а для успешных действий самолётов в море требовалась полноценная взлётно-посадочная палуба. В июле 1918 года Адмиралтейство рассматривало возможность перестройки корабля в авианосец с надпалубной надстройкой, но решило дождаться результатов испытаний, проводимых на «Аргусе» с различными видами надстроек. «Виндиктив» был расценён недостаточно крупным и признан бесперспективным для перестройки в полноценный авианосец. Кроме того, послевоенные финансовые ограничения не позволяли провести столь масштабную перестройку.

### Крейсер
В последующие несколько лет корабль пребывал в резерве или использовался в качестве войскового транспорта. 1 марта 1923 года началась перестройка корабля в крейсер на верфи Чатэм. Взлётно-посадочные палубы были демонтированы, корабль большей частью вернулся к первоначальной конфигурации. 3-дюймовые зенитные орудия были заменены на три четырёхдюймовые скорострельные зенитные орудия Mk V. Два из них были установлены на платформе, расположенной между кормовой трубой и грот-мачтой, а третье орудие было размещено на квартердеке между двумя 7,5-дюймовыми орудиями. Однако 7,5-дюймовое орудие № 2 не было установлено и ангар в передовой надстройке сохранился. Два крана в ангаре были заменены на одиночный кран на правой стороне крыши ангара. Место второго орудия занял прототип воздушной компрессионной авиационной катапульты системы Кэри, «Виндиктив» стал первым британским крейсером, где была установлена катапульта. 3 октября катапульта была использована впервые для запуска гидросамолёта Fairey IIID. На корабле также были проведены учения с катапультой на истребителях Fairey Flycatcher, оснащённых поплавками.
1 января 1926 года корабль отплыл на Китайскую базу с шестью самолётами Fairey IIID на борту с целью участия в патрулях по борьбе с пиратством. 14 марта 1928 года корабль ушёл домой, куда прибыл в мае. В октябре катапульта была снята, что поставило точку в карьере корабля как авианосца. В 1929 году «Виндиктив» был снова переведён в резерв, время от времени совершая перевозки войск. В июле 1935 года корабль был ненадолго выведен из резерва, чтобы принять участие в смотре флота в честь серебряного юбилея правления короля Георга V 15 сентября.

### Учебный корабль
В 1936—1937 годах «Виндиктив» был разоружён по условиям Лондонского морского договора и преобразован в учебный корабль для кадетов. Два его винта были заменены на две турбины, половины котлов снята, их место было превращено в жилые отсеки. Кормовая труба была убрана, кормовая надстройка перестроена и расширена, ангар перестроен в жилой отсек. Его вооружение, включая надводные торпедные аппараты, было заменено на пару носовых 4,7-дюймовых (120 мм) орудий и счетверённое кормовое 40-мм зенитное орудие системы Мк 2 «Виккерс». После перестройки водоизмещение корабля составило 9,2 тыс. тонн. Корабль мог развивать максимальную скорость в 24 узла. 7 сентября 1937 года корабль был снова введён в строй.

### Плавучая мастерская
После начала Второй мировой войны в августе 1939 года «Виндиктив» был переведён в Девонпорт для модернизации, подобно той, что в то же время был подвергнут однотипный «Эффингем». На корабль должны были установить девять 152-мм орудий, четыре спаренные 102-мм установки и катапульту. Работы имели низкий приоритет, поэтому в начале октября был выполнен только небольшой объём работ, в то время как рассматривались планы менее масштабной модернизации. Предполагалось оставить шесть 152-мм орудий и три 102-мм зенитных орудия. Бывшее кормовое котельное отделение предполагалось переоборудовать из прачечной в нефтехранилище, чтобы увеличить дальность плавания. Однако эти планы были отвергнуты, было принято решение перестроить корабль в плавучую мастерскую. Передняя надстройка была расширена над крышей бывшего ангара. Его кормовая надстройка была расширена до уровня бортов и немного удлинена, а на квартердеке была построена большая рубка. Вооружение было большей частью снято и теперь состояло из шести одиночных 4-дюймовых зенитных орудий QF Mk V (все были расположены по центральной линии корабля) и двух счетверённых 40-мм зенитных орудий системы «Виккерс», расположенных по бортам, и шести глубинных бомб. После модернизации водоизмещение корабля составило 10 тыс. тонн (12 тыс. при полной загрузке), осадка увеличилась до 6,2 м.

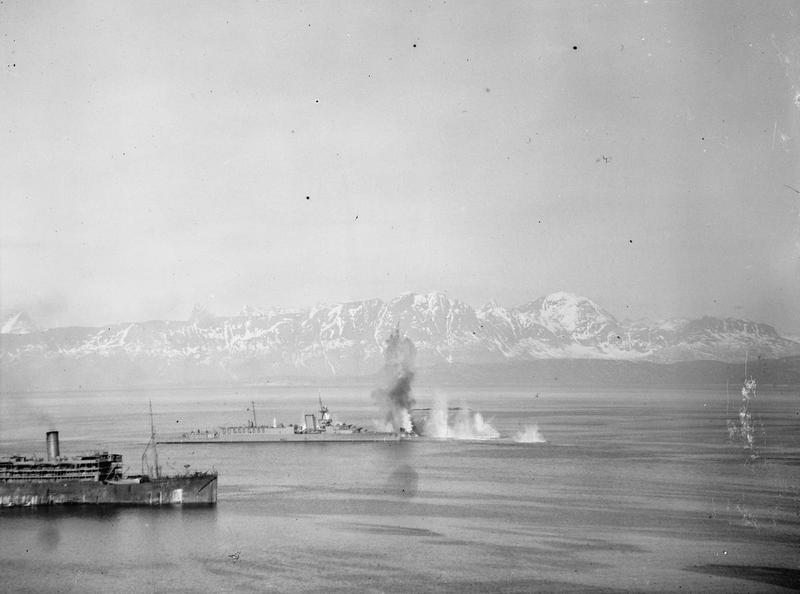
Бомбы падают рядом с Виндиктив, стоящим на якоре в Харстад-фиорде, 17 мая 1940 года

Перестройка завершилась 30 марта 1940 года, как раз к началу Норвежской кампании. В конце апреля корабль перевозил британские войска в Нарвик и сопровождал эвакуационный конвой из Харстада 4 июня. В том же году «Виндиктив» был переброшен в Южную Атлантику, где оставался до конца 1942 года, после чего получил приказ идти на север. В ночь на 12 ноября к западу от Гибралтара, корабль был атакован германской подлодкой U-515, но ему удалось избежать торпед. U-515 всё же потопила плавучую базу эсминцев «Гекла» и снесла корму эсминцу «Марна». До 1944 года «Виндиктив» оставался в составе Средиземноморского флота, после чего его отозвали для участия в операции «Оверлорд».
К этому времени на корабль были установлены радары. В августе 1943 года на корабль были установлены система индикации целей «Тип 286» и противовоздушный орудийный радар «Тип 285». В январе 1944 года на корабль был установлен радар воздушного оповещения «Тип 291». Лёгкое зенитное вооружение корабля было усилено шестью 20-мм автоматическими пушками системы «Эрликон», по три на каждой стороне крыши большого ангара за трубой. В 1944 году «Виндиктив» был перестроен в плавучую базу эсминцев, его противовоздушное вооружение был усилено ещё шестью «Эрликонами». Позднее в этом году 4-дюймовые (102-мм) орудия были сняты и вместо них установлены ещё восемь «Эрликонов». В начале августа 1944 года корабль получил повреждения от циркулирующей торпеды дальнего действия «Дакель», сброшенной самолётом Люфтваффе у побережья Нормандии. В 1944 году на корабль были установлены дополнительные шесть «Эрликонов». 8 сентября 1945 года корабль был переведён в резерв и 24 января 1946 года продан на слом. Впоследствии «Виндиктив» был разобран в городе Блисс.